# 閃光ライド
『閃光ライド』は、スズキイッセイによる日本の漫画作品。『LINEマンガ』（LINE Digital Frontier）にて2017年11月29日から2020年5月13日まで2週間に一回のペースで連載された。単行本は全7巻。
引込み思案な少女、渡瀬矢切がガールズケイリンの選手を目指し成長していく物語である。

## 主な登場人物
渡瀬 矢切（わたせ やぎり）
主人公。女子高生。父親はおらず、母子家庭で育つ。
幼児期より辛いことがあるとそれを忘れるため自転車を全力で漕いでいたが、その成果か、高校生になるとママチャリで時速50キロのスピードを出せるほどの強靭な脚力を身に付けていた。
万場に強く誘われたこともあり、ガールズケイリン選手になることを決意するも、競輪学校では全寮制であることを知り、人見知りの性格から恐怖を覚え、受験を一度は諦める。だが、その直後に母親が入院し、莫大な治療費がかかる（実際は、競輪選手になってほしい母親が嘘をついた）と知ったことで一念発起、母親の治療費を稼ぐためにガールズケイリン選手になることを決意、競輪学校の入学試験を受験する。
競輪学校第112期生入学試験当日、バンクでの実技試験直前にローラーでもがいていたところバランスを崩して落車、怪我を負っただけでなく自転車も破損してしまう。意地でも合格したかった矢切は実技試験を目の前にあったママチャリで挑んだものの規定違反となり、入学試験は不合格となる。だが、その後に参加したワールドカップで3位に入賞した実績を買われ、特別選抜試験を受験し競輪学校に合格する。
万場 健（ばんば けん）
かつて競輪選手を目指していたが断念し、予想紙の記者となる。道路で偶然猛スピードでママチャリを漕ぐ矢切を発見し、ガールズケイリンへスカウトする。のち新聞社を退職、ガールズケイリンを世界に広めようとアメリカへと渡る。

## 書誌情報
- スズキイッセイ『閃光ライド』LINE Digital Frontier〈LINEコミックス〉、全7巻
  1. 2018年9月1日発売、ISBN 978-4-90-976702-8
  2. 2018年9月1日発売、ISBN 978-4-90-976703-5
  3. 2019年2月25日発売、ISBN 978-4-90-976736-3
  4. 2019年9月13日発売、ISBN 978-4-90-976783-7
  5. 2020年3月14日発売、ISBN 978-4-86-697034-9
  6. 2020年9月15日発売、ISBN 978-4-86-697092-9
  7. 2020年10月15日発売、ISBN 978-4-86-697100-1